# Katedralen i Chester
Katedralen i Chester (engelska: Chester Cathedral) är en anglikansk domkyrka i Chester i grevskapet Cheshire i England, Storbritannien. Kyrkan är tillägnad Jesus och Jungfru Maria. Sedan år 1541 är kyrkan domkyrka för Chesters stift.

## Kyrkobyggnaden
Ett keltiskt tempel kan ha funnits på platsen vid den romerska invasionen. Under 000-talet fick romarna kontroll över platsen och ett tempel uppfördes till Apollon. Någon gång på 300-talet, när kristendomen fått insteg, verkar byggnaden ha omvandlats till kyrka. Man vet att en kyrka fanns här på 800-talet då relikerna efter helgonet Werburgh gömdes undan från invaderande vikingar. Under 1000-talet uppfördes ett kloster bredvid kyrkan. År 1057 byggdes kyrkan om till klosterkyrka. Från år 1250 och framåt uppfördes en tredje kyrka på platsen i Gotisk stil. År 1540 lät kung Henrik VIII avskaffa klostret och kyrkan blev därefter domkyrka.

## Bildgalleri

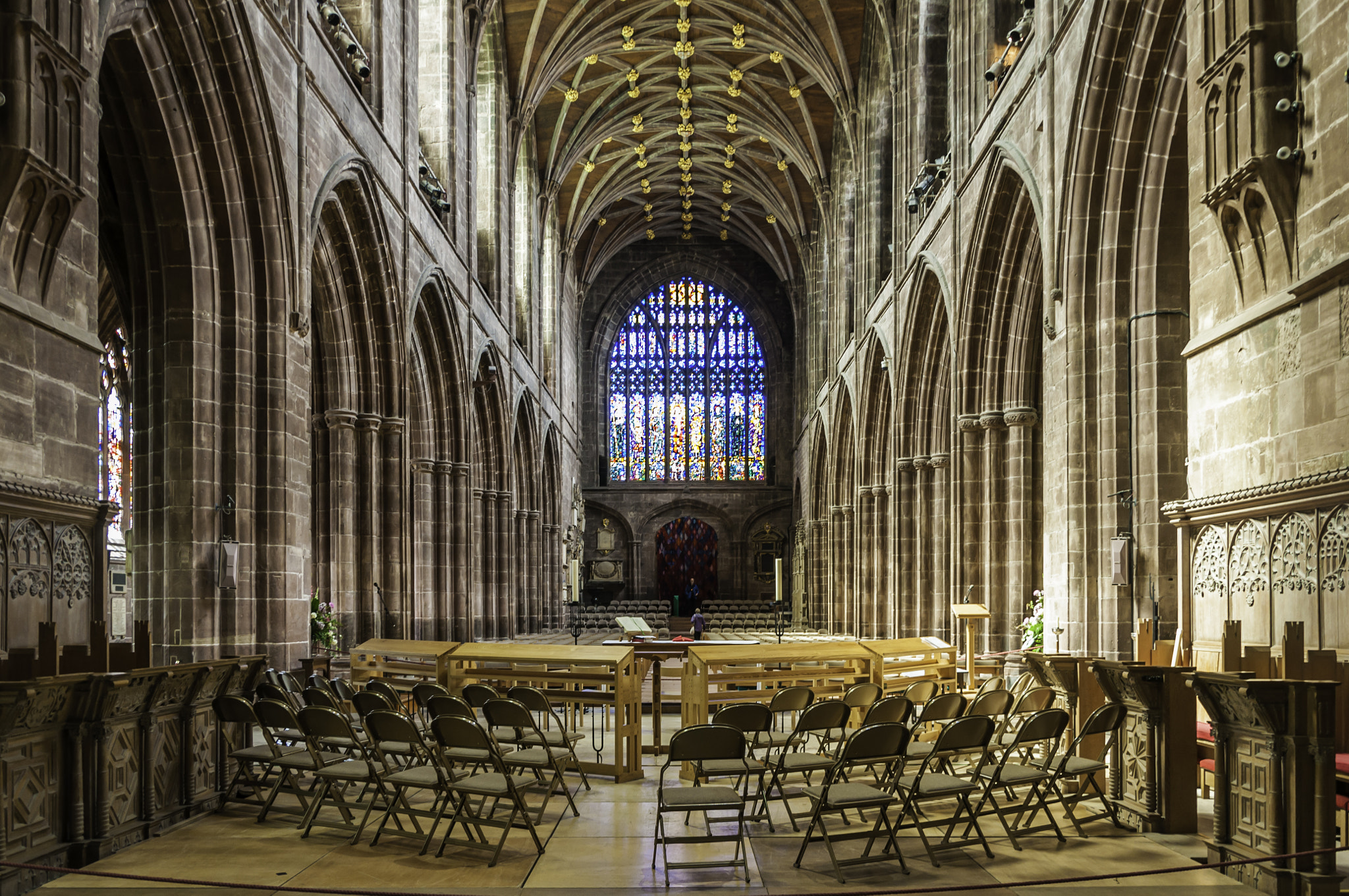
Vy mot väster
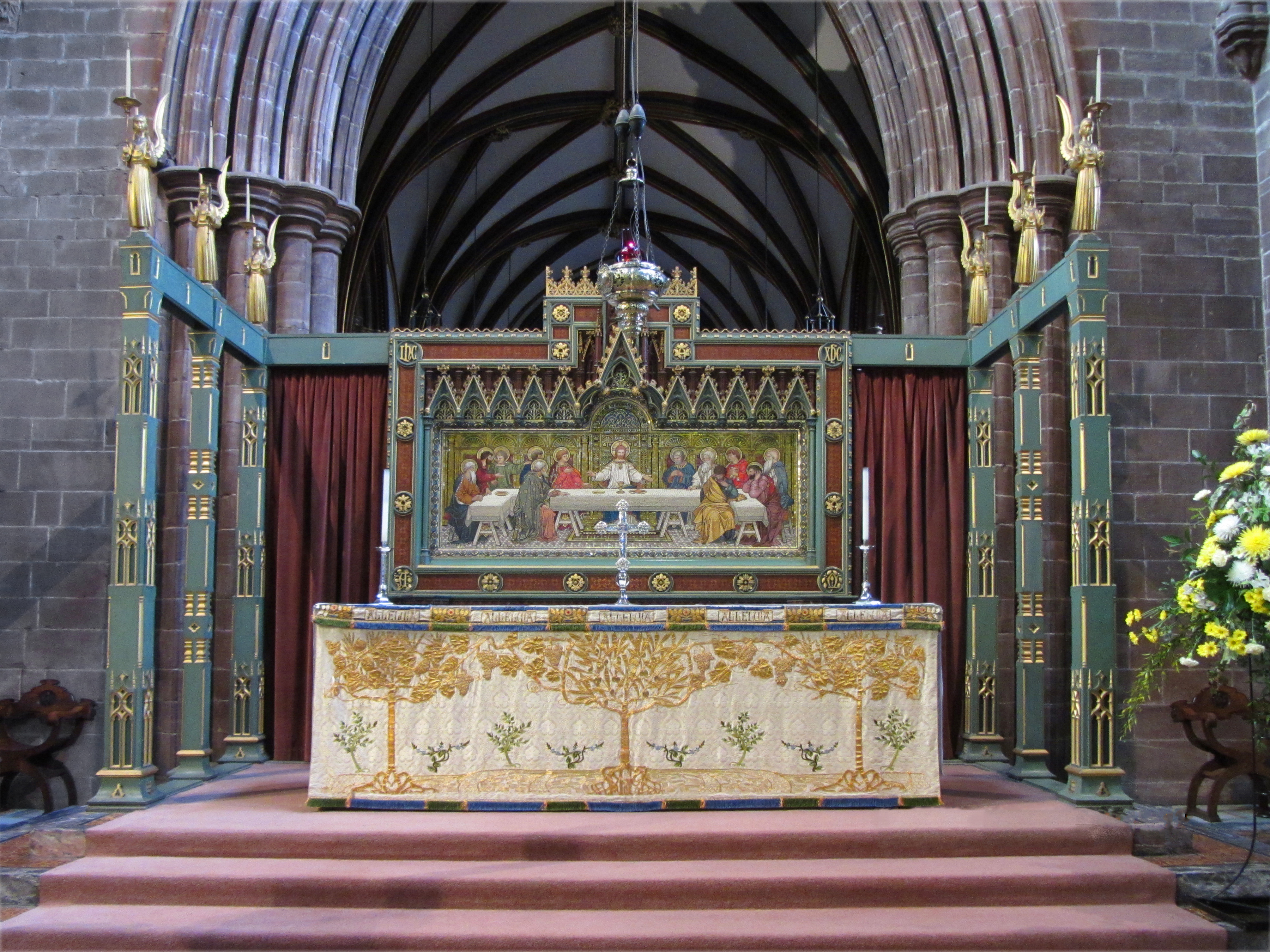
Högaltare
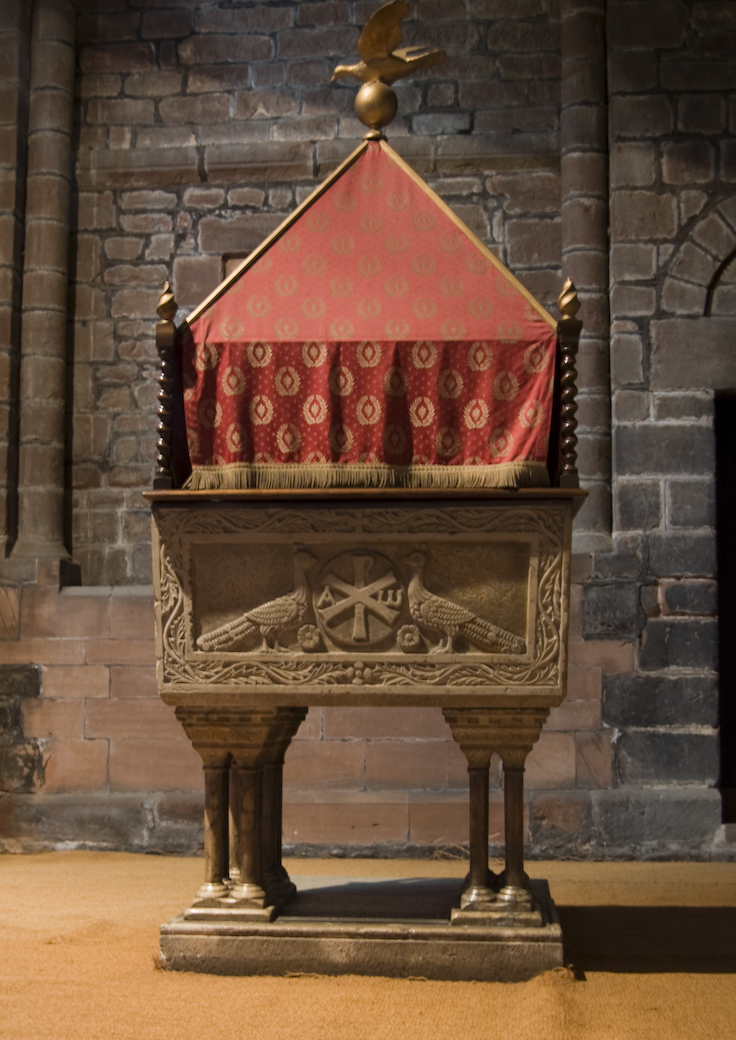
Dopfunt
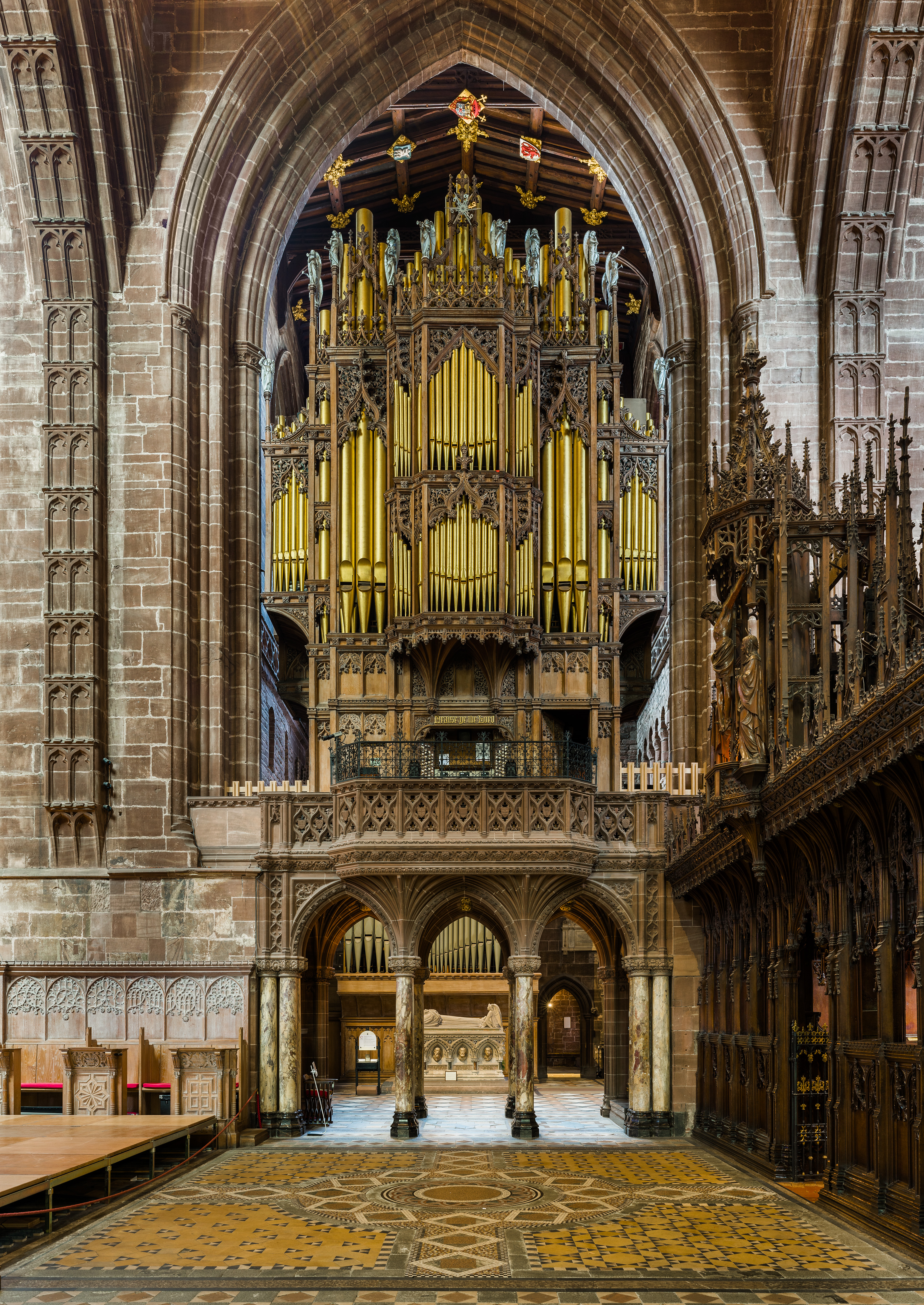
Orgeln